# ツール・ド・そば街道
ツール・ド・そば街道（Tour de Sobakaido）は、2017年9月に初開催される山形県北村山地方の村山市、尾花沢市、大石田町の２市１町にまたがるそば街道を舞台にしたファンライドイベントである。
主催は、村山市、尾花沢市、大石田町の地元民を中心としたツール・ド・そば街道実行委員会である。